# 미도리오카촌
미도리오카촌(緑岡村)은 이바라키현 히가시이바라키군에 일찍이 존재했던 촌이다. 현재의 미토시 남부에 해당한다.

## 역사
- 1889년 4월 1일 - 정촌제 시행에 의해 미카와촌, 미와촌, 고후키촌, 센바촌, 가사하라신덴,히라스촌이 합병해 히가시이바라키군 미도리오카촌이 성립하였다.
- 1952년 4월 1일 - 가미오노촌의 일부와 함께 미토시에 편입해, 소멸하였다.

## 인구
| 1891년 | 3,007 |
| 1920년 | 3,954 |
| 1935년 | 5,224 |
| 1950년 | 9,414 |

## 출신인물
- 후카사쿠 긴지 - 영화감독

## 참고문헌
- 角川日本地名大辞典編纂委員会『角川日本地名大辞典 8 茨城県』、角川書店、1983年 ISBN 4040010809